# Vino Nobile di Montepulciano

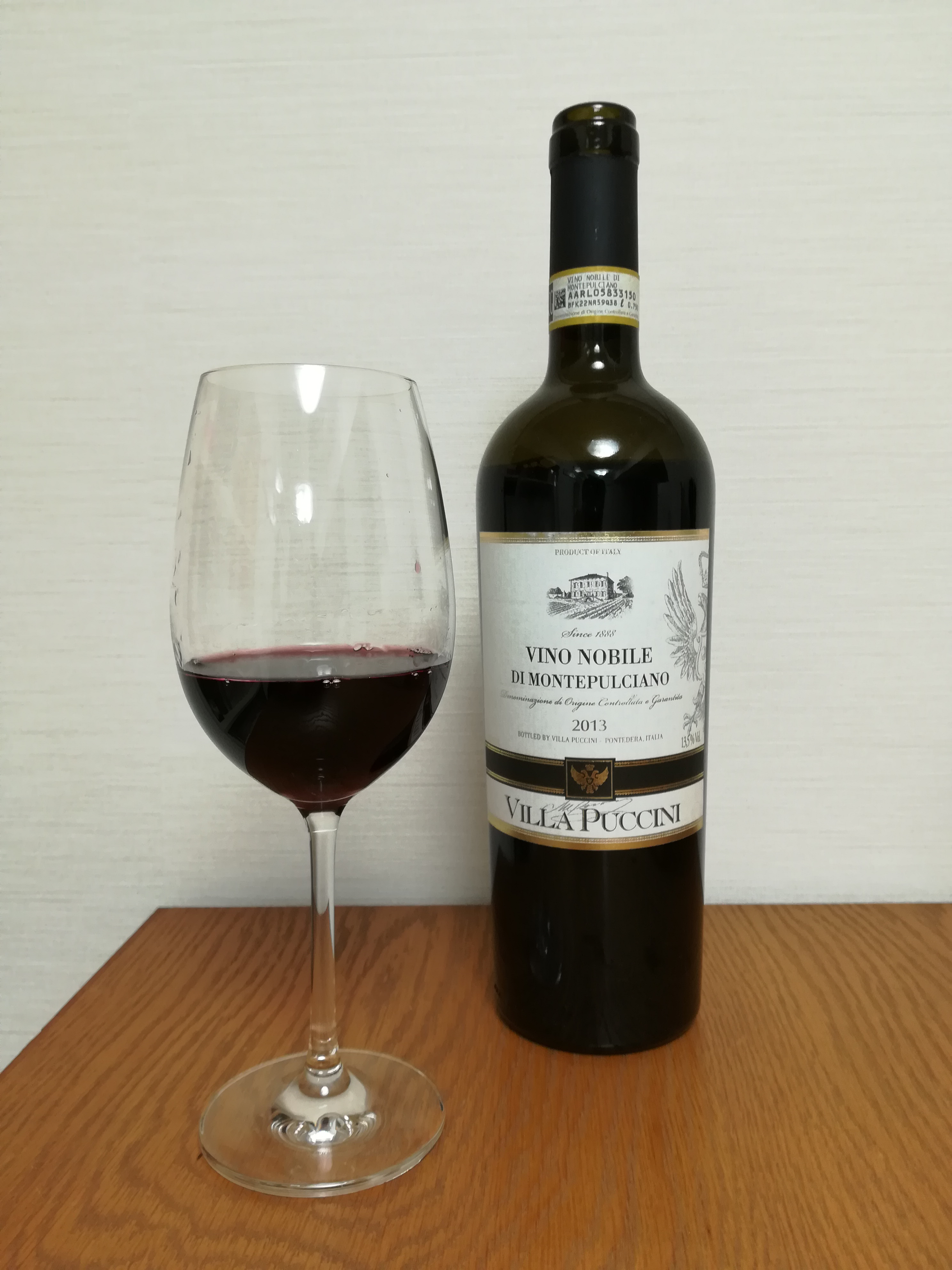
Vino nobile di montepulciano de la añada de 2013 elaborado en el municipio italiano de Pontedera.

Vino Nobile di Montepulciano es un vino tinto producido en los viñedos que rodean la ciudad de Montepulciano, Italia. El vino se hace principalmente con uvas de la variedad Sangiovese (conocida localmente como Prugnolo) (mínimo de 70%), mezclado con Canaiolo Nero (10%-20%) y pequeñas cantidades de otras variedades locales como la Mammolo. El vino es añejado en barricas de roble durante 2 años; 3 años sí es una reserva. Este vino no debe confundirse con Montepulciano d'Abruzzo, es un vino tinto hecho de la uva Montepulciano en la región de Abruzos del centro-este de Italia.

## Historia
El Vino Nobile di Montepulciano es uno de los vinos más viejos de Italia.
En un documento fechado en 789, citado por Emanuele Repetti en el Dizionario Geográfico Fisico Storico della Toscana, el clérigo Arnipert ofrece a la Iglesia de San Silvestro en Lanciniano (zona de Amiata), una finca y un viñedo situado en el "Castello di Policiano"; en otro documento del 17 de octubre de 1350, también mencionado por Repetti, se establecen las condiciones para el comercio y la exportación de un vino producido en el distrito de Montepulciano.
En 1685 el Vino Nobile di Montepulciano es mencionado por el poeta Francesco Redi, quien lo elogia en su obra "Baco en Toscana", diciendo de él: ¡Montepulciano es el rey de todos los vinos!. También, escribió una oda al conde Federico Veterani dedicada exclusivamente a la alabanza de las grandes cualidades de este vino.
La primera mención del nombre Vino nobile es de 1787 en un documento relativo a los gastos a un viaje a Siena realizado por Giovan Filippo Neri, gobernador del Regio Ritiro di San Girolamo..
Tras algunas pausas en el uso del nombre, en el siglo XX, Adamo Fanetti lo retoma usándolo como Vino Nobile di Montepulciano. A partir de 1930, el vino de Montepulciano se comenzó a llamar oficialmente "Vino rosso scelto di Montepulciano", sin embargo, Adamo decidió nombrar a su vino "Nobile", esto es, "noble". En 1925, Adamo Fanetti produjo unos 30 quintales de Vino Nobile, que vendió a dos liras por botella y que fueron ampliamente aclamados. El éxito del vino de Fenatti aumentó en la primera feria comercial de vinos, celebrada en Siena en 1933, organizado por Ente Mostra-Mercato Nazionale dei Vini Tipici e Pregiati, donde Tancredi Biondi-Santi, un amigo y admirador de Fanetti, pronunció esta declaración: "este vino tendrá futuro". Las bodegas Fanetti han sido las encargadas del lanzamiento, la promoción y la comercialización del Vino Nobile en los años posteriores a la Primera Guerra Mundial y en los años del llamado "milagro económico italiano" tras la Segunda Guerra Mundial. Su ejemplo fue seguido por otras empresas –que hasta entonces producían principalmente Chianti– y en 1937 se fundó una bodega social llamada "Vecchia cantina di Montepulciano"  con la intención de crear una estructura para la comercialización del vino producido incluso por pequeños viticultores.

## Denominación de origen
El aprecio por el vino producido en Montepulciano perduró en el tiempo hasta obtener la Denominazione di Origine Controllata (DOC) el 12 de julio de 1966. En 1980, el Vino Nobile di Montepulciano fue uno de los cuatro vinos galardonados con la primera denominación Denominazione di Origine Controllata e Garantita (DOCG) junto con el Brunello di Montalcino, el Barolo y el Barbaresco. A nivel internacional, cuenta con registro como denominación de origen, conforme al Sistema de Lisboa, ante la Organización Mundial de la Propiedad Intelectual, desde el 30 de julio de 2009.

## Vinos elaborados en Montepulciano
La industria vitivinícola de Montepulciano produce varios tipos de vino:
- Novello (producido no sólo en esta región específica)
- Rosso di Montepulciano - El vino es hecho principalmente con la variedad de uva Sangiovese (conocida localmente como Prugnolo).
- Nobile di Montepulciano
- Nobile di Montepulciano Riserva
- Grappa